# NGC 60

NGC 60

الإحداثيات:  00h 15m 58.28s, −00° 18′ 12.7″
NGC 60 هي نوع من المجرات الحلزونية التي ترتكز في كوكبة الحوت.
لوحظ أن مجرة NGC 60 لها شكل غير عادي كما أنها مشوهة الأذرع الحلزونية، والتي تكون عادة بسبب آثار الجاذبية من المجرات المجاورة، ولكن المشكل في غياب المجرات حول NGC 60 للسماح بذلك.

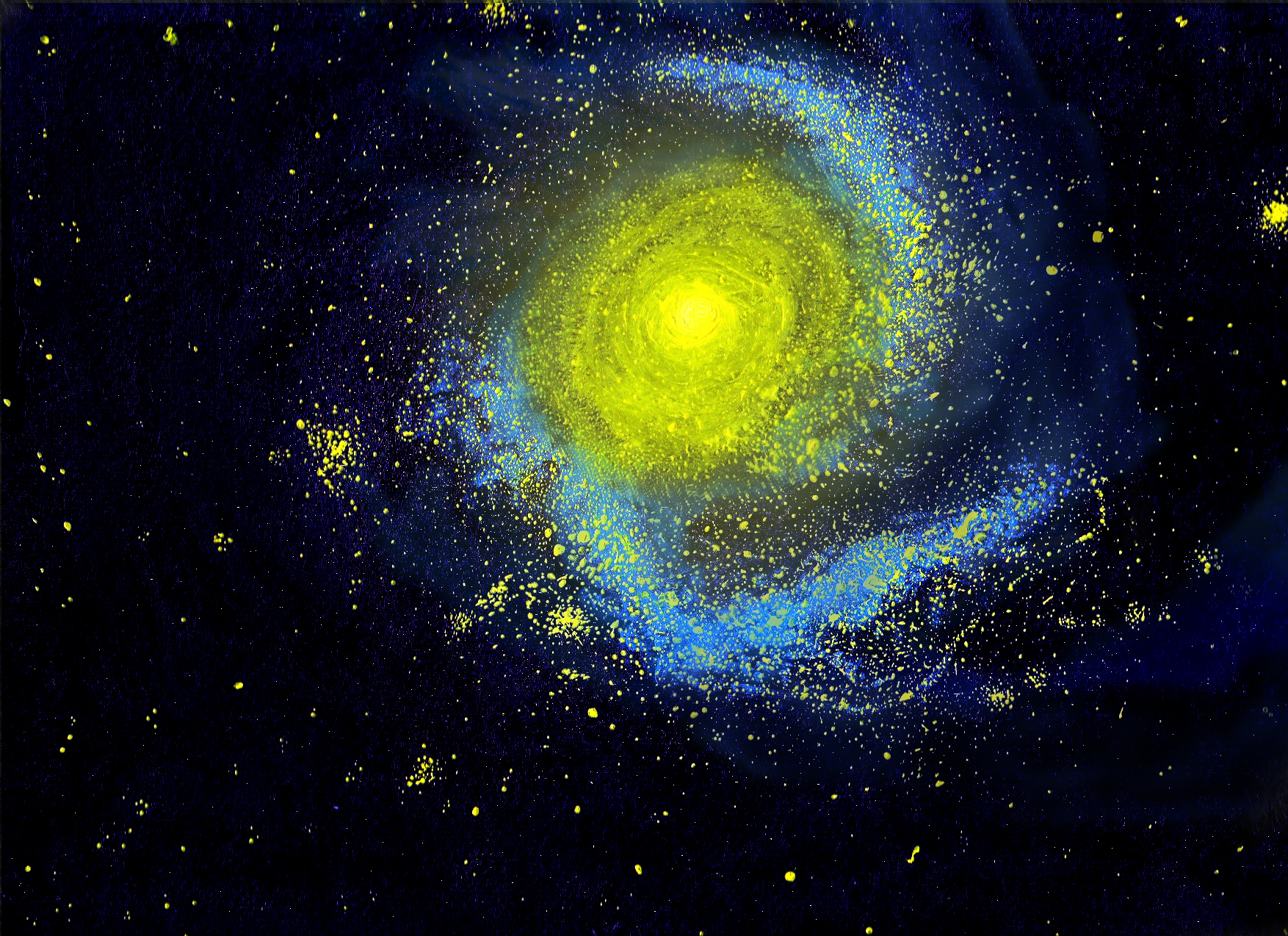
فنان قام برسم NGC 60

## وصلات خارجية
- NGC 60 على موقع ويكي سكاي: DSS2, SDSS, GALEX, IRAS, Hydrogen α, X-Ray, Astrophoto, Sky Map, Articles and images
- SEDS: NGC 60
- RCSED: NGC 60